# Кевин Џоунс
Кевин Џоунс (енгл. Kevin Andrew Jones; Маунт Вернон, Њујорк, 25. август 1989) је амерички кошаркаш. Игра на позицији крилног центра.

## Биографија
Џоунс је колеџ каријеру провео на универзитету Западна Вирџинија где је наступао од 2008. до 2012. Након што није изабран на НБА драфту, сениорску каријеру почиње у екипи Кантон чарџа члану НБА развојне лиге. Добрим партијама у Развојној лиги успео је да стигне до НБА уговора и потписао са Кливленд кавалирсима. За Кливленд је у сезони 2012/13. одиграо 32 утакмице и бележио просечно 3 поена и 2,4 скока за 10 минута по утакмици.
Наредну сезону је такође одиграо у екипи Кантон чарџа, да би се у марту 2014. преселио на Филипине и потписао за тамошњи тим Сан Мигел бирмен. Сезону 2014/15. је почео без клуба, да би се у фебруару 2015. преселио у Европу и потписао за француски Шоле. Са њима је на 13 утакмица првенства Француске бележио просечно 13,4 поена и 7,5 скокова по мечу. Сезону 2015/16. је провео у екипи Партизана, а наредну је био члан Локомотиве Кубањ.